# SN 2011gz
SN 2011gz – supernowa typu Ia odkryta 3 października 2011 roku w galaktyce A003746-3339. W momencie odkrycia miała maksymalną jasność 15,90m.